# Masal
Masal (pers. ماسال) – miasto w Iranie, w ostanie Gilan. W 2016 roku liczyło 17 901 mieszkańców.